# هيسيار أوزسوي
هيسيار أوزسوي (مواليد 26 يونيو 1977، ينيكوي في بينكل) سياسي وأكاديمي تركي من أصل كردي. وهو عضو في الجمعية البرلمانية لمجلس أوروبا عن حزب الشعوب الديمقراطي.

## التعليم والوظيفة الأكاديمية
تخرج أوزسوي بدرجة البكالوريوس في علم الاجتماع من جامعة بوغازجي في عام 2002 وحصل على درجة الماجستير في عام 2004 ودكتوراه في الأنثروبولوجيا السياسية عام 2010، وكلاهما من جامعة تكساس في أوستن. من عام 2011 فصاعدًا، حاضر في جامعة ميشيغان. هو يتمتع بخبرة في علم أصول التدريس وفي عام 2012 تم اختياره كمحاضر في مركز طومسون للتعلم والتدريس في جامعة ميشيغان.

## الحياة السياسية
بدأ حياته السياسية كمنسق للعلاقات الخارجية ومستشار سياسي لبلدية ديار بكر بين عامي 2005 و2008. تم انتخابه كعضو في الجمعية الوطنية التركية الكبرى في الانتخابات البرلمانية في يونيو 2015 عن بينغول ممثلًا لحزب الشعوب الديمقراطي، وأعيد انتخابه في الانتخابات المبكرة في نوفمبر 2015. كان مرشحًا لمنصب عمدة مدينة بينجول في الانتخابات المحلية في مارس 2019، لكنه لم يُنتخب.
منذ 30 مايو 2016 ، أصبح عضوًا في مجموعة اليسار المتحد الأوروبي-اليسار الأخضر النوردي في الجمعية البرلمانية لمجلس أوروبا وفي يناير 2019 أصبح نائب رئيس اليسار المتحد الأوروبي-اليسار الأخضر النوردي.
وهو عضو في مجلس إدارة التحالف التقدمي منذ نوفمبر 2019.

## الملاحقة القانونية
في 17 مارس 2021، رفع المدعي العام للدولة في محكمة النقض التركية بكير شاهين دعوى قضائية أمام المحكمة الدستورية يطالب فيه بفرض حظر عليه و686 سياسيًا آخر من حزب الشعوب الديمقراطي لمدة خمس سنوات على الانخراط في السياسة التركية إلى جانب إغلاق حزب الشعوب الديمقراطي بسبب صلات تنظيمية مزعومة مع حزب العمال الكردستاني.